# Paracyriothasastes marmoreus
Paracyriothasastes marmoreus är en skalbaggsart som först beskrevs av Francis Polkinghorne Pascoe 1857.  Paracyriothasastes marmoreus ingår i släktet Paracyriothasastes och familjen långhorningar. Inga underarter finns listade i Catalogue of Life.